# Oezjhorod (stad)
Oezjhorod (Oekraïens: Ужгород, [ˈuʒɦoˌrɔd]; Hongaars: Ungvár; Russisch: Ужгород; Slowaaks: Užhorod) is een stad in het zuidwesten van Oekraïne en de hoofdstad van de oblast Transkarpatië. De stad ligt aan weerszijden van de rivier de Oezj, direct aan de grens met Slowakije. De stad heeft een etnisch zeer gemengde bevolking. In de 20e eeuw werd de stad achtereenvolgens vanuit Boedapest, Praag, Moskou en Kiev bestuurd. Oezjhorod heeft ongeveer  115.000 inwoners.

## Geschiedenis
De Slaven vormen de oudste van de huidige bevolkingsgroepen in de stad: zij wierpen op deze plaats een aarden burcht op, die na de verschijning van de Hongaren in het Karpatenbekken in handen van het koninkrijk Hongarije kwam, waartoe de stad tot 1920 zou blijven behoren. In 1320, toen de Napolitaanse koning Karel Robert over Hongarije regeerde, kwamen de burcht en de stad in handen van de uit Italië afkomstige familie Drugeth. De stad trok veel Duitse, Vlaamse en Italiaanse immigranten aan. In 1384 haalden de Drugeths de pauliner orde naar de stad, die er een belangrijke school stichtten. In 1430 kreeg het de status van Vrije Koninklijke Stad.
Evenals de rest van "Koninklijk Hongarije" kwam Oezjhorod in 1526 in Habsburgse handen. Onder de inmiddels protestantse Drugeths werd de stad al spoedig een bolwerk van de reformatie, maar in 1610 kwam ze onder György Drugeth weer in rooms-katholiek vaarwater. In 1646 vestigden de jezuïeten zich hier. In hetzelfde jaar werd in de stad de Unie van Oezjhorod gesloten waarbij de Oosters-Orthodoxe Roetheense bevolking zich aansloot bij de paus.
Oezjhorod was onder de naam Ungvár vanaf 1769 de hoofdstad van het comitaat Ung. Dit al veel langer bestaande comitaat werd daarvoor vanuit Nagykapos (thans Veľké Kapušany, Slowakije) bestuurd. In 1775 volgde de verplaatsing van de Grieks-katholieke bisschopszetel van Munkács (thans: Moekatsjeve) naar Ungvár. Het bisdom kreeg van koningin Maria Theresia de beschikking over de burcht en over de kerk van de jezuïeten, die de stad in 1773 hadden moeten verlaten. Onder haar opvolger Jozef II vestigde zich vanuit Galicië een grote Joodse gemeenschap in Oezjhorod. Deze zou er tot 1944 een grote rol spelen.
In 1872 kreeg de stad een spoorwegverbinding met Boedapest, die in 1907 werd doorgetrokken naar Polen.
Het Verdrag van Trianon wees Oezjhorod in 1920 aan Tsjechoslowakije toe: binnen deze nieuwe republiek werd het de hoofdstad van de autonome provincie Karpato-Oekraïne. De Eerste Scheidsrechterlijke Uitspraak van Wenen wees dit gebied in 1938 weer aan Hongarije toe, maar na de Tweede Wereldoorlog annexeerde de Sovjet-Unie de regio, inclusief de hoofdstad. Het Rode Leger nam Oezjhorod op 27 oktober 1944 in. In 1946 werd het de hoofdstad van de nieuw gevormde oblast in de Oekraïense SSR, een deelrepubliek die in augustus 1991 onafhankelijk werd. Ten tijde van de Sovjet-Unie heette de stad volgens de Russische spelling Oezjgorod.

## Bevolkingssamenstelling
De ruim 117.000 mensen zijn etnisch verdeeld in 89.000 Oekraïners (inclusief Roethenen), 11.100 Russen, 8.000 Hongaren en 2.500 Slowaken. Deze cijfers dateren uit 2001.
In 1870 waren de verhoudingen als volgt: 11.793 inwoners, van wie 7.575 Hongaren (64%), 1.651 Duitsers (14%), 1.965 Slowaken (17%) en 450 Roethenen. De Duitsers bestonden voor de helft uit Joden die Duits als taal-identiteit aangaven omdat ze hun Jiddisch als Duits dialect beschouwden. 
In 1881 waren er 11.373 inwoners waarvan 8.182 Hongaren (72%), 1.611 Slowaken (14%), 837 Duitsers (7%) en 255 Roethenen. De helft van de Hongaren was Joods (36%), de andere helft rooms-katholiek (33%). Slowaken en Roethenen waren Grieks-katholiek (24%).
In 1910 waren de verhoudingen: 16.919 inwoners waarvan 13.590 (80,3%) Hongaren, 1.219 (7,2%) Slowaken, 1.151 (6,8%) Duitsers, 641 (3,8%) Roethenen en 1,6% Tsjechen. Bovenstaande cijfers komen van de Hongaarse volkstellingen waarin ieder als Hongaar werd geregistreerd als zijn of haar taal als Hongaars werd aangegeven, wat in wezen een verklaring van staatkundige loyaliteit was.
In 1921 waren er 20.601 inwoners, 7.712 Hongaren (37%), 5.064 Tsjechoslowaken (25%), 3.743 Joden (18%), 2.807 Roethenen (14%) en 435 Duitsers. Deze cijfers komen van de Tsjechoslowaakse volkstelling. Joden mochten zich voor het eerst als afzonderlijke natie laten registreren, wat overigens maar de helft van hen deed. De andere helft identificeerde zich nog steeds als Hongaar of staatkundig correct als Tsjechoslowaak.  
In 1941 waren er 35.251 inwoners: 28.640 Hongaren (81%), 2.920 Roethenen (8%), 2.500 Joden (7%) en 665 Slowaken (2%). Deze volkstelling werd uitgevoerd tijdens de Hongaarse bezetting en re-annexatie van Transkarpatië. Er werden toen overigens 9.500 personen met een Joodse religie geregistreerd.
In 1944 worden vrijwel alle Joden uit de stad weggevoerd naar de vernietigingskampen. Kort daarop werd de stad onderdeel van de Sovjet-Unie en vluchtten veel Hongaren. Anderen werden weggevoerd naar de Goelag.
In 1989 is de bevolking gestegen tot 116.101 inwoners; hiervan zijn er 9.179 Hongaren.
In 2001 is de bevolking iets gedaald tot 115.568, er zijn dan nog 7.972 Hongaren.

### Hongaarse gemeenschap
De Hongaarse gemeenschap heeft in de stad diverse instituten. Er is een onafhankelijk Hongaarstalig gymnasium (Drugeth Gimnázium), en een middelbare school (Dayka Gábor középiskola), verder is er de Dezsö Zádor muziekopleiding en de Béla Erdélyi school voor beeldende kunst. Het Rooms Katholieke Szent Gellért internaat biedt huisvesting voor studenten uit de regio die studeren in Oezjhorod.
De staatsuniversiteit van de stad heeft een Hongaarstalige faculteit. Verder verschijnt in de stad het weekblad Kárpáti Igaz Szó dat zich richt op de gehele Hongaarse gemeenschap in de regio (circa 150.000 personen voor de Oorlog). TV21 zendt uit vanuit de stad en is deels Hongaarstalig, deels Oekraïenstalig.
In de stad bevindt zich een consulaat van de Republiek Hongarije dat dient voor de Hongaarse minderheid in Oekraïne.

## Stadsbeeld
De binnenstad van Oezjhorod ligt ten noorden van de rivier de Oezj (Hongaars:Ung). Het meest prominente gebouwencomplex in het historische centrum is de Grieks-katholieke kathedraal en het bisschoppelijk paleis van de Grieks-katholieke kerk. Verder staan in het centrum de voormalige synagoge, tegenwoordig de Filharmonie (nabij de voetgangersbrug over de rivier), en de rooms-katholieke Sint-Joriskerk in het voetgangersgebied. Aan het Zhupanatska plein staat het voormalige Comitaatsgebouw en de Hongaars Gereformeerde kerk. Het comitaat Ung was een van de voormalige Hongaarse bestuursgebieden in Transkarpatië. In het gebouw is tegenwoordig het Museum voor Regionale Kunst te vinden. 
Ten oosten van de binnenstad ligt de burcht van Oezjhorod, ook wel de Drugeth-burcht genoemd. De huidige burcht bestaat uit bouwdelen van de 13e tot de 18e eeuw. De heren van de burcht waren de van oorsprong Italiaanse familie Drugeth die later toetraden tot de Hongaarse adel. Direct naast de burcht ligt een regionaal openluchtmuseum met als pronkstuk een originele houten kerk uit de regio Transkarpatië.
Uit de tijd van de Sovjetunie stamt de bestuurswijk ten westen van de oude binnenstad, hier is het bestuursgebouw van de Oblast Transkarpatië te vinden.

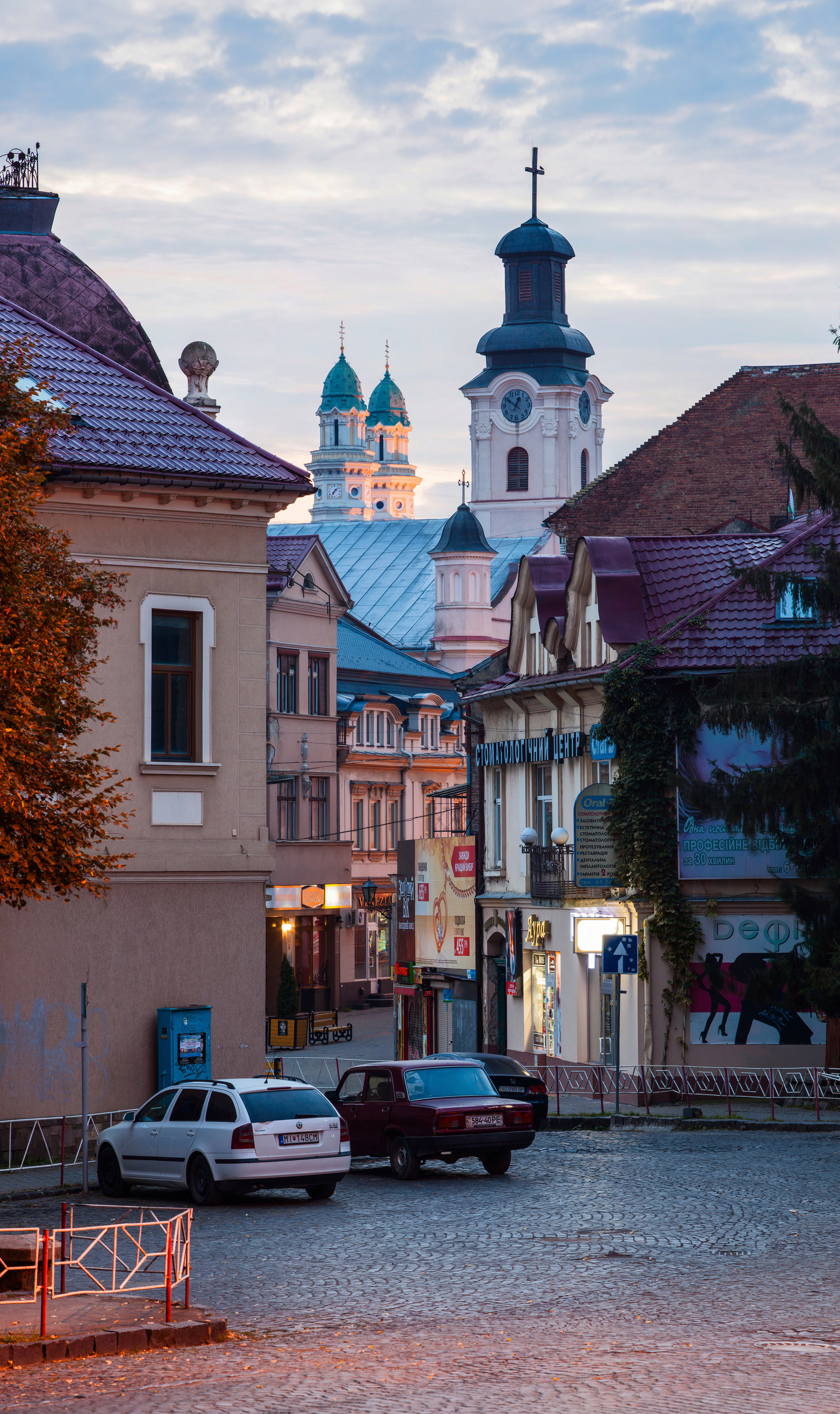
Oezjhorod: De torens van de Grieks-katholieke kathedraal op de achtergrond en op de voorgrond de Rooms-Katholieke Sint-Joriskerk
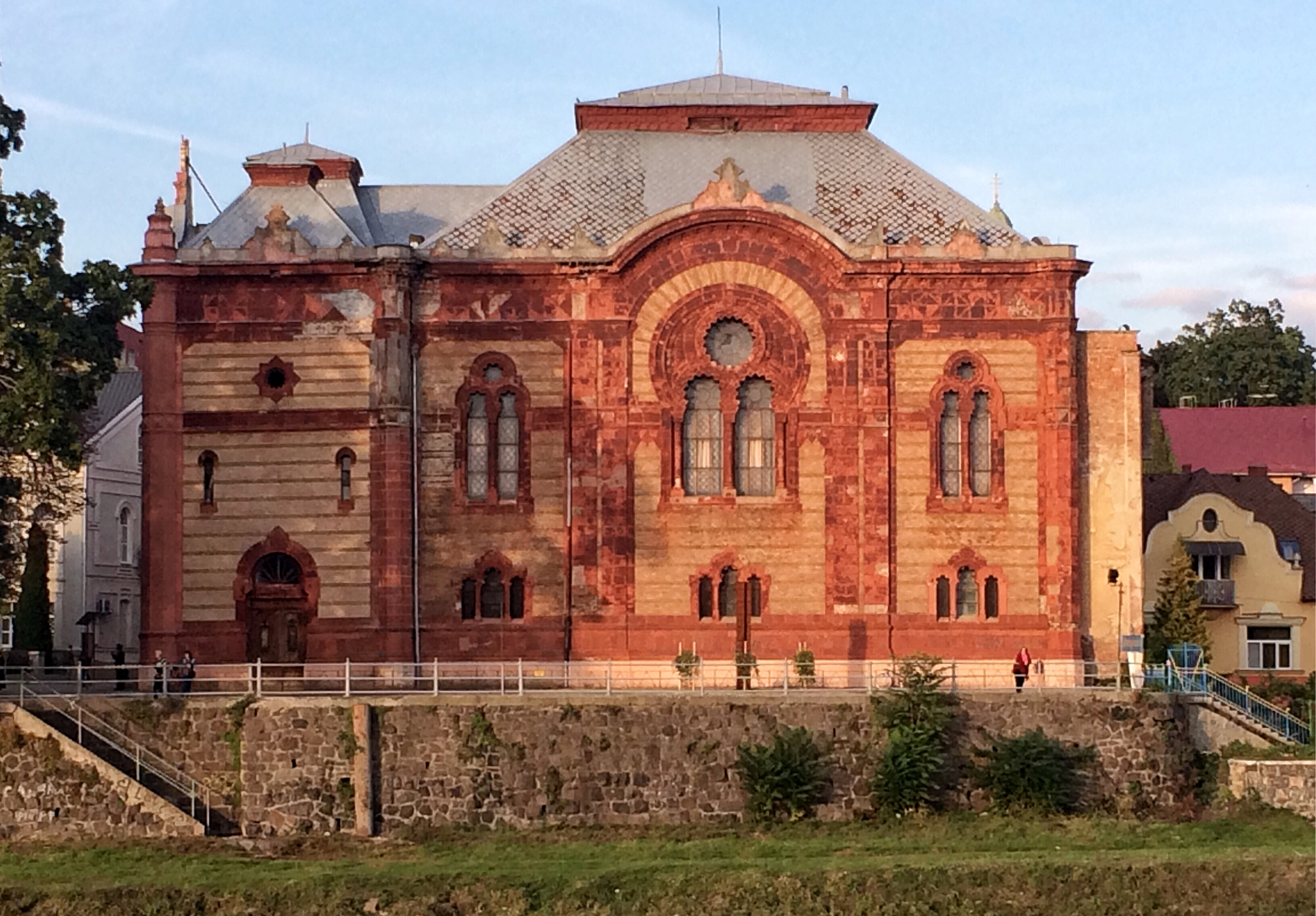
De voormalige synagoge, tegenwoordig de Filharmonie van Oezjhorod
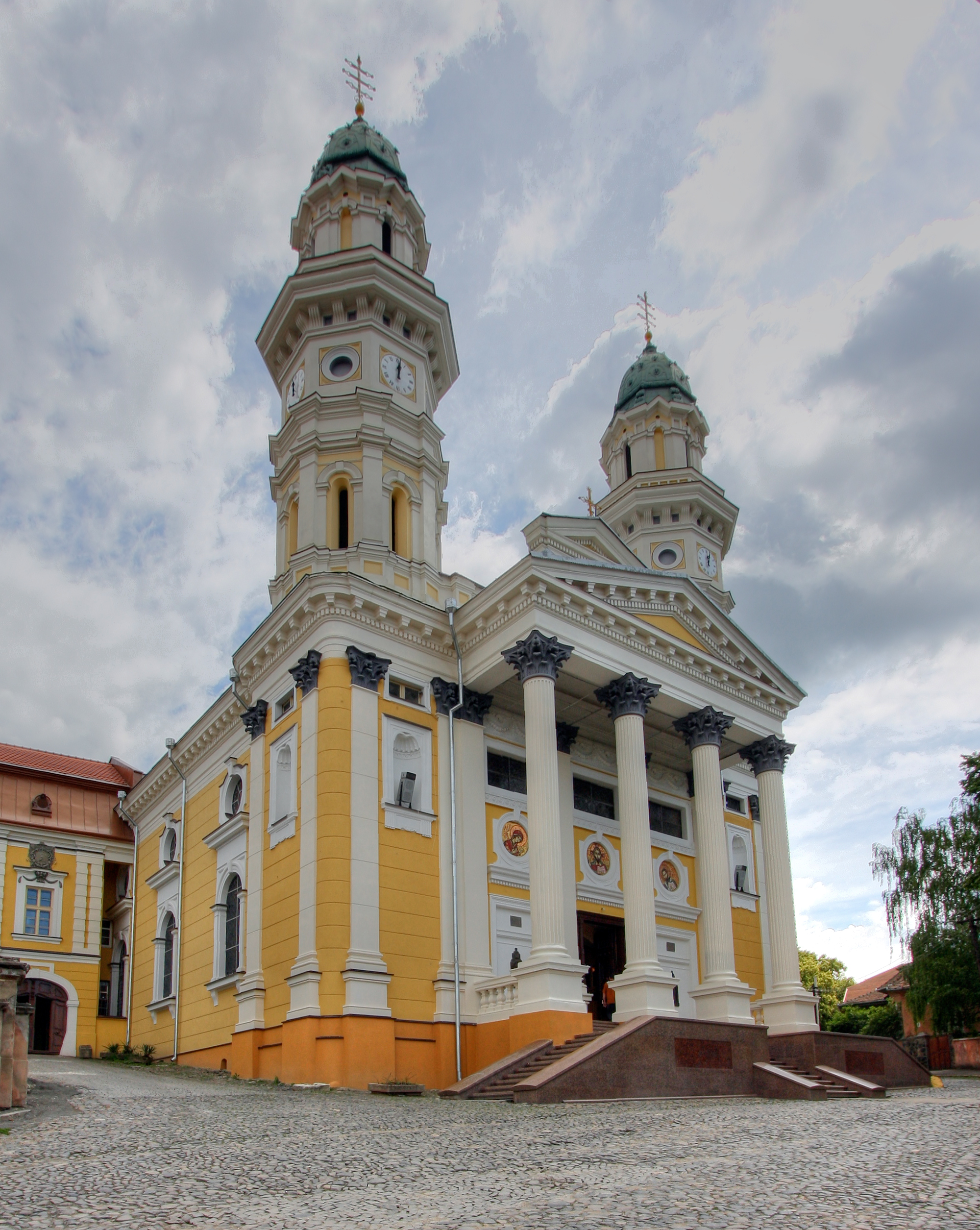
Grieks-katholieke Kathedraal van de Kruisverheffing
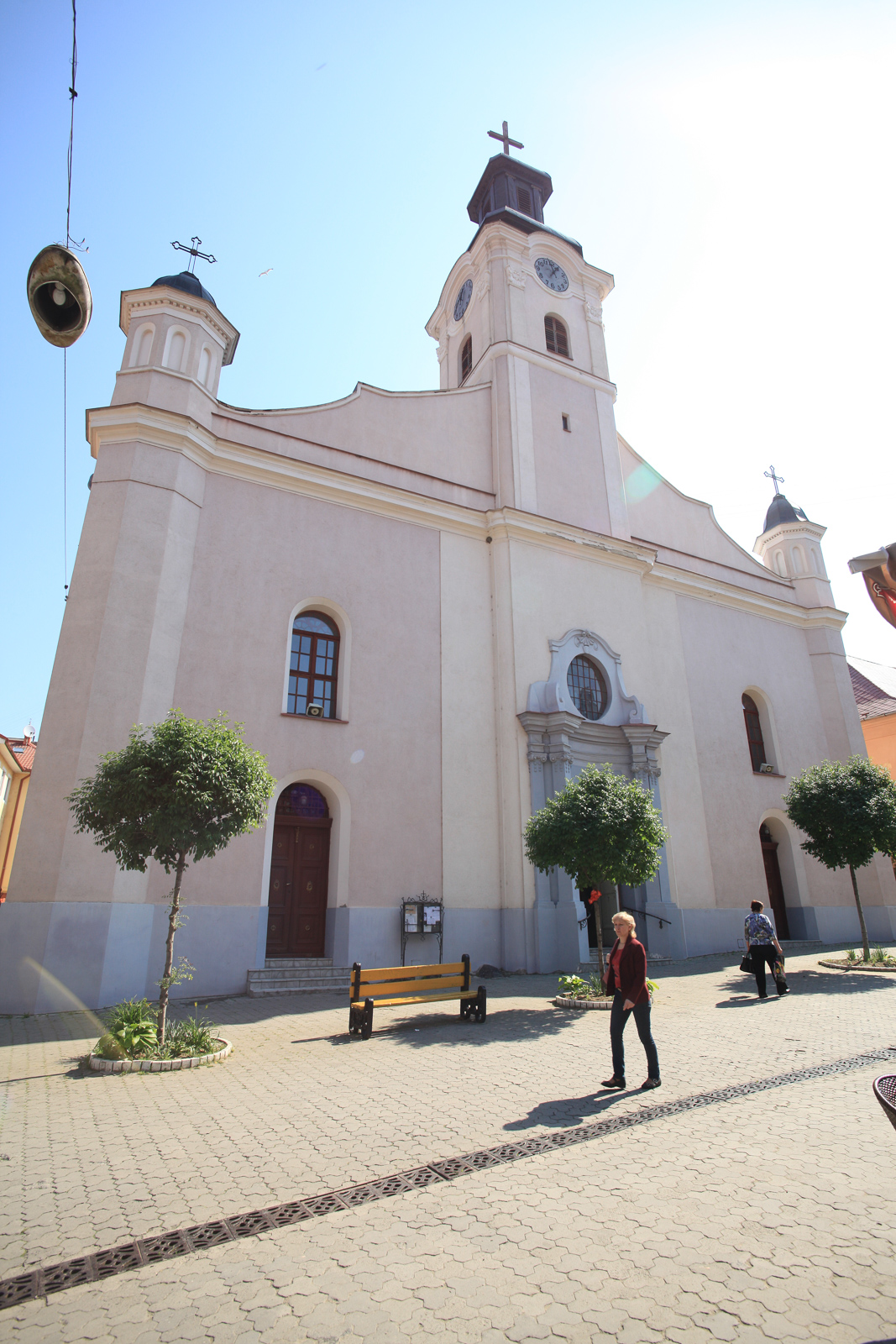
Rooms-katholieke Sint-Joriskerk
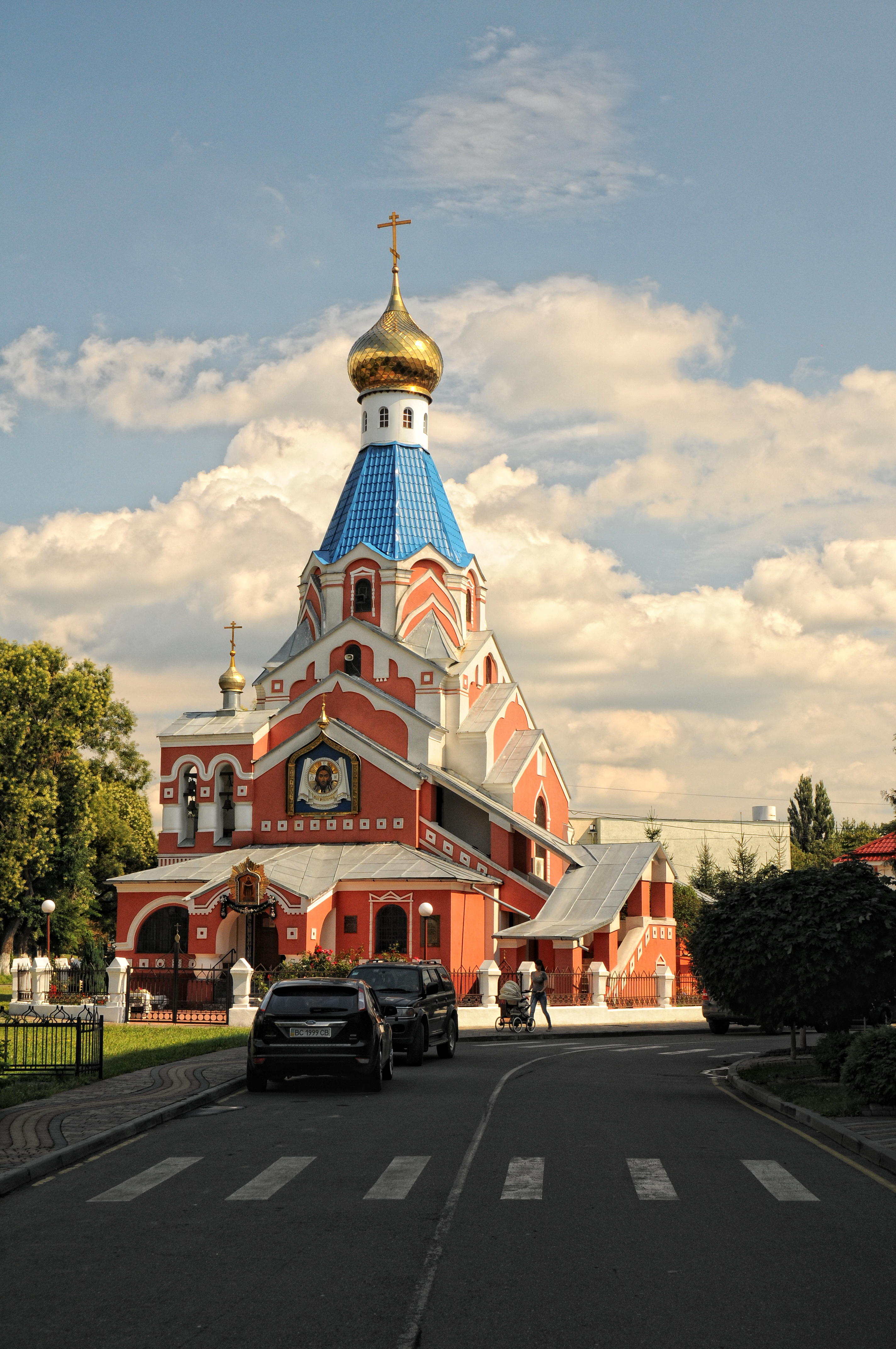
Kerk van de Voorbede
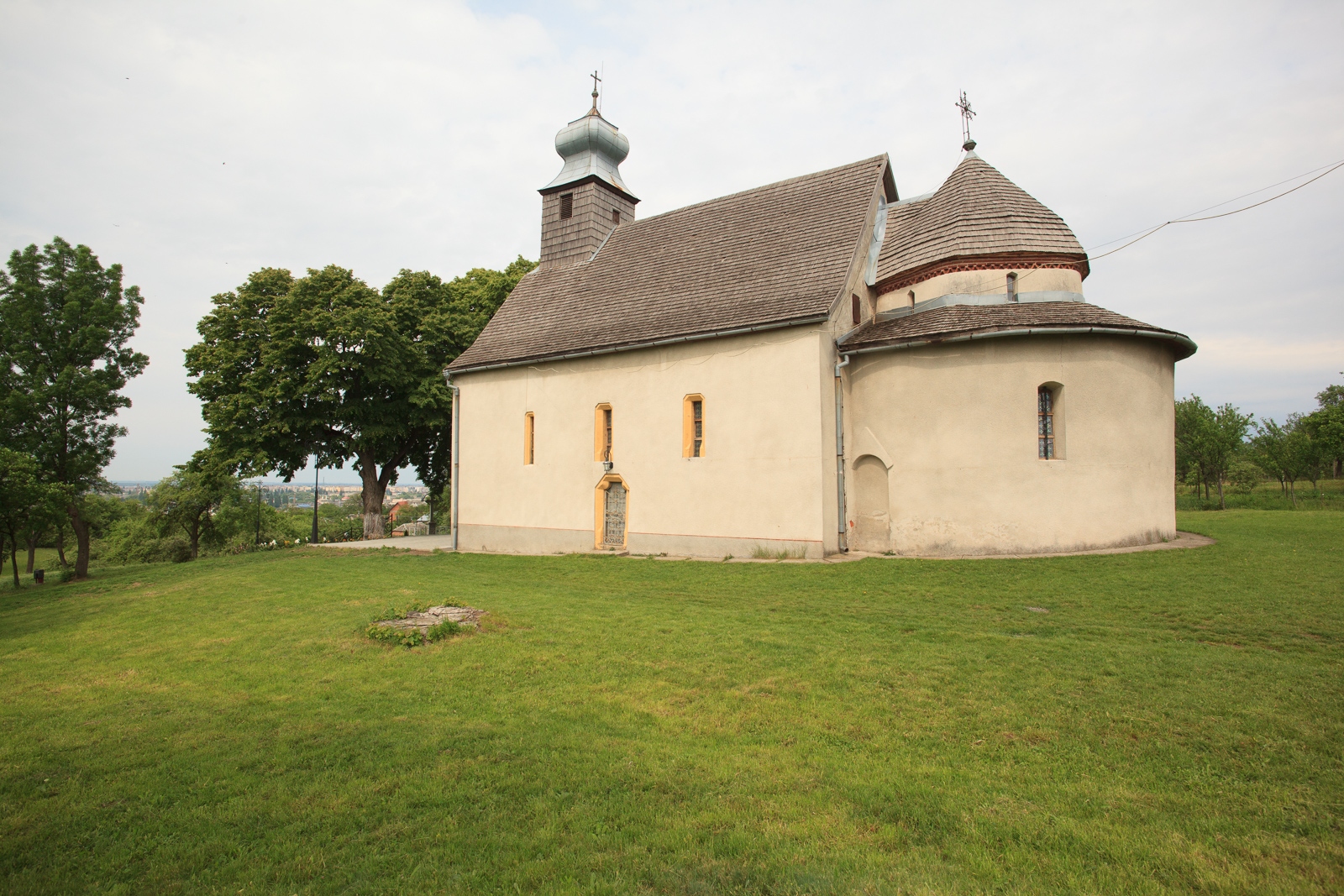
Bergachtige kerk (11e eeuw)
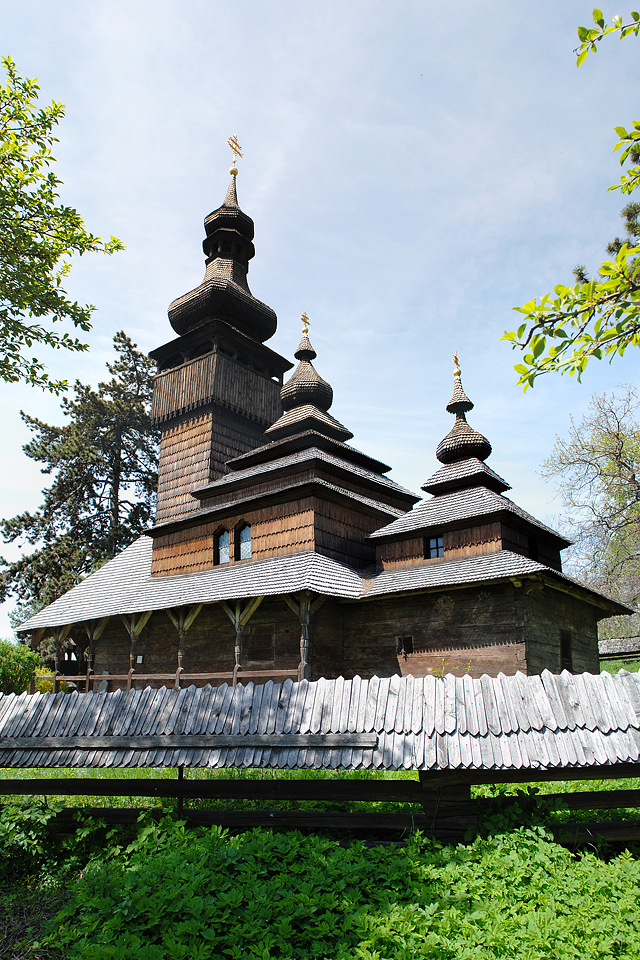
Sint-Michaelskerk
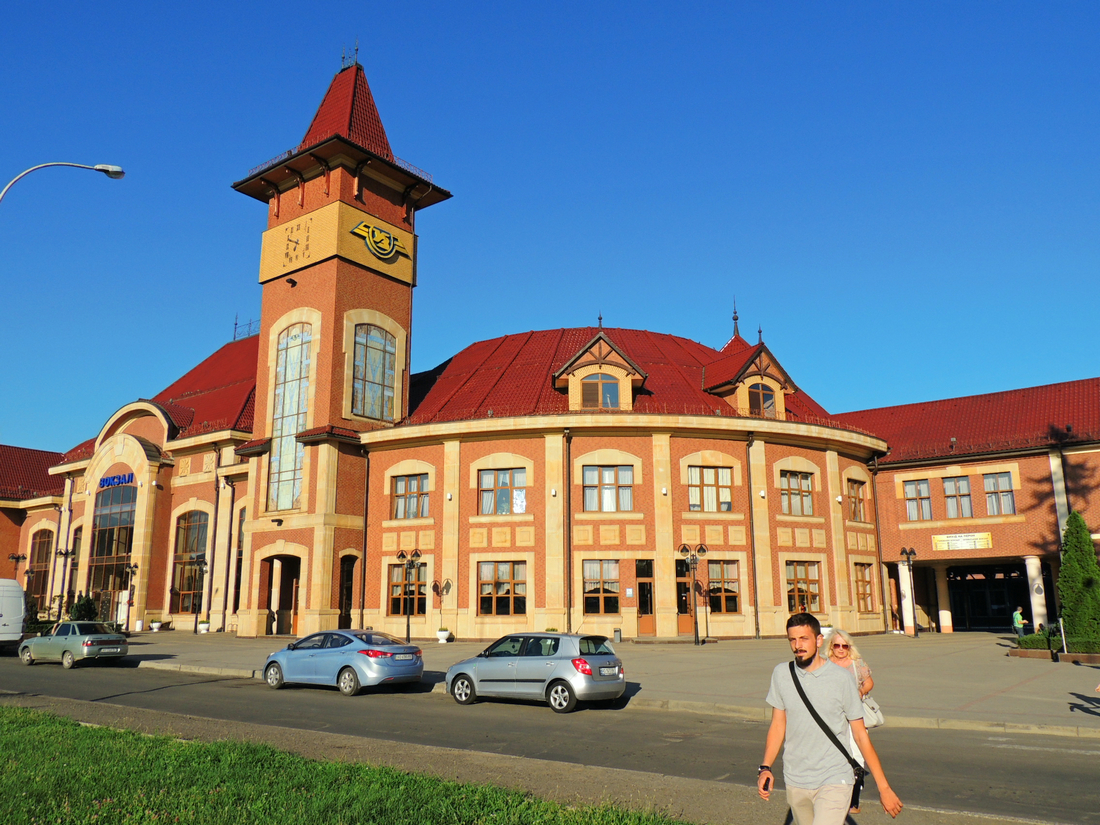
Station van Oezjhorod
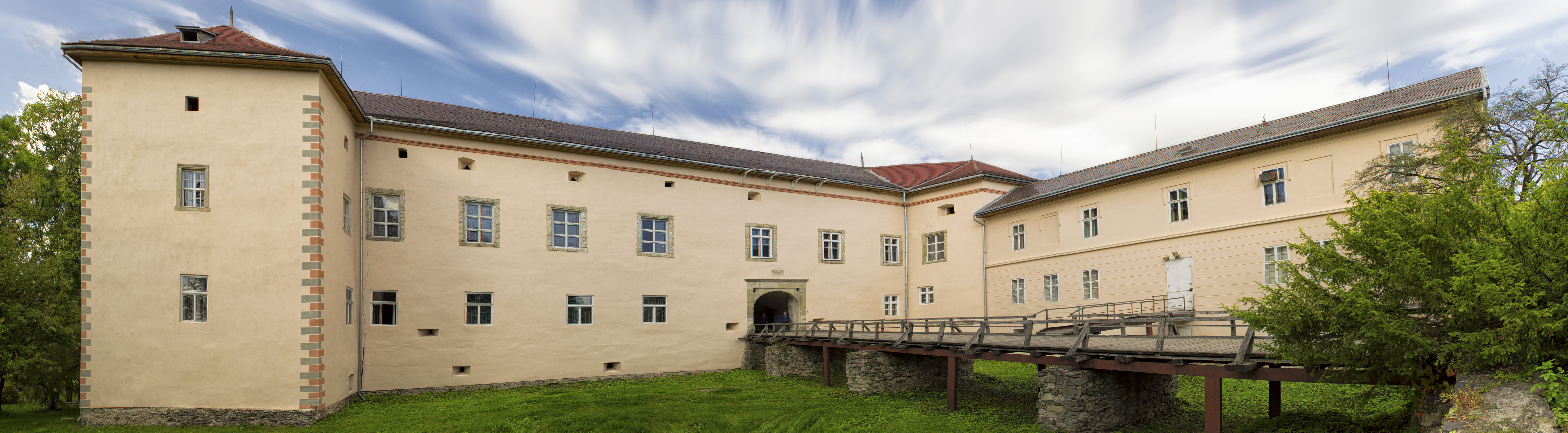
Zicht op de burcht van Oezjhorod
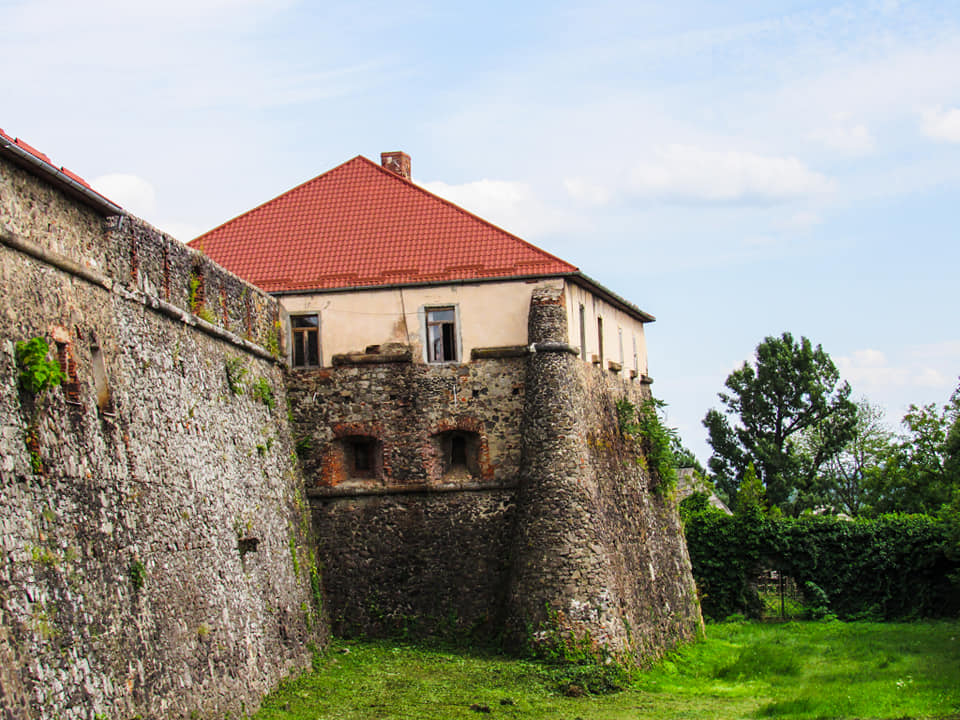
Muur van het Hongaarse fort van de burcht van Oezjhorod
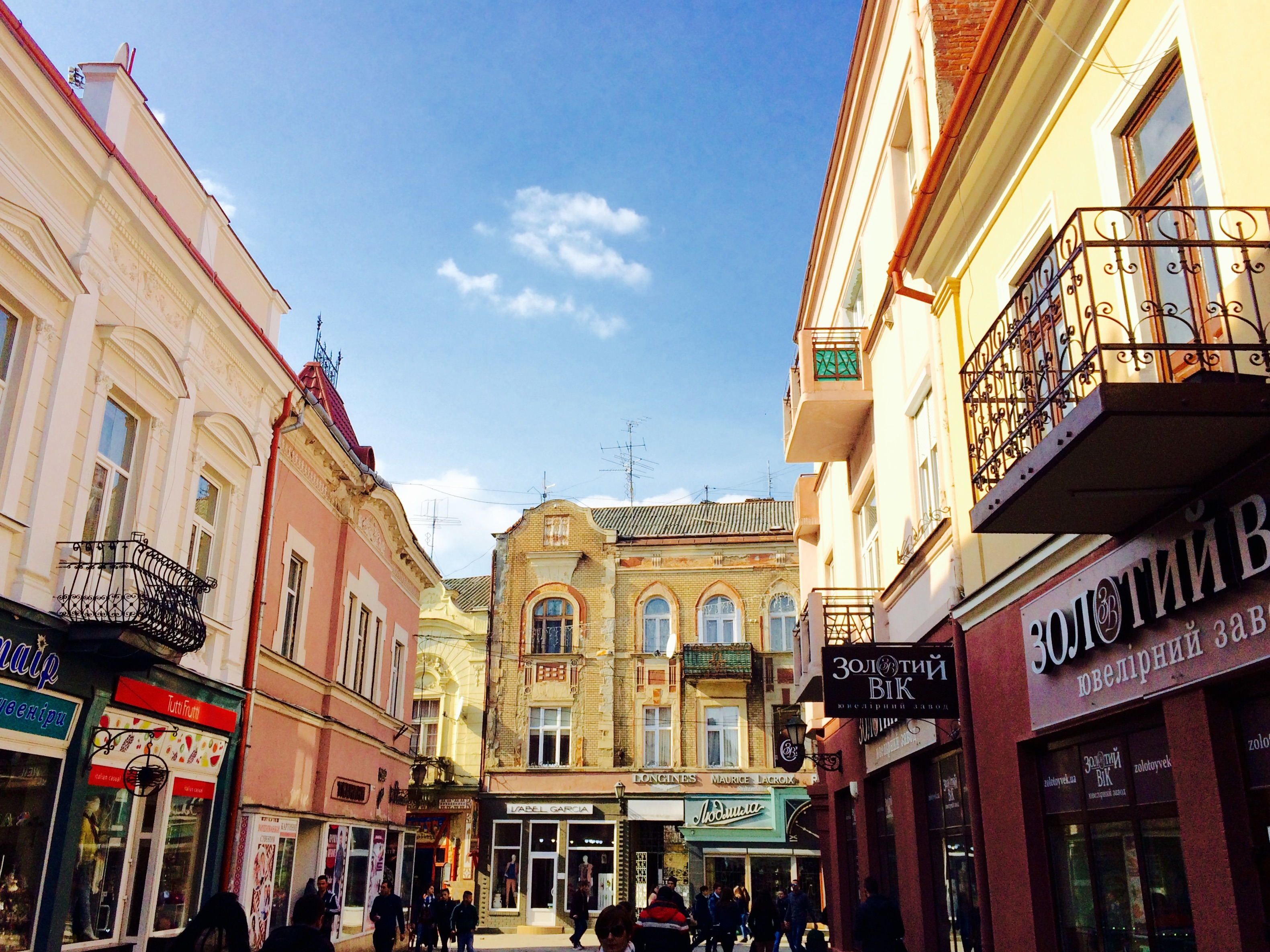
Stedelijke architectuur
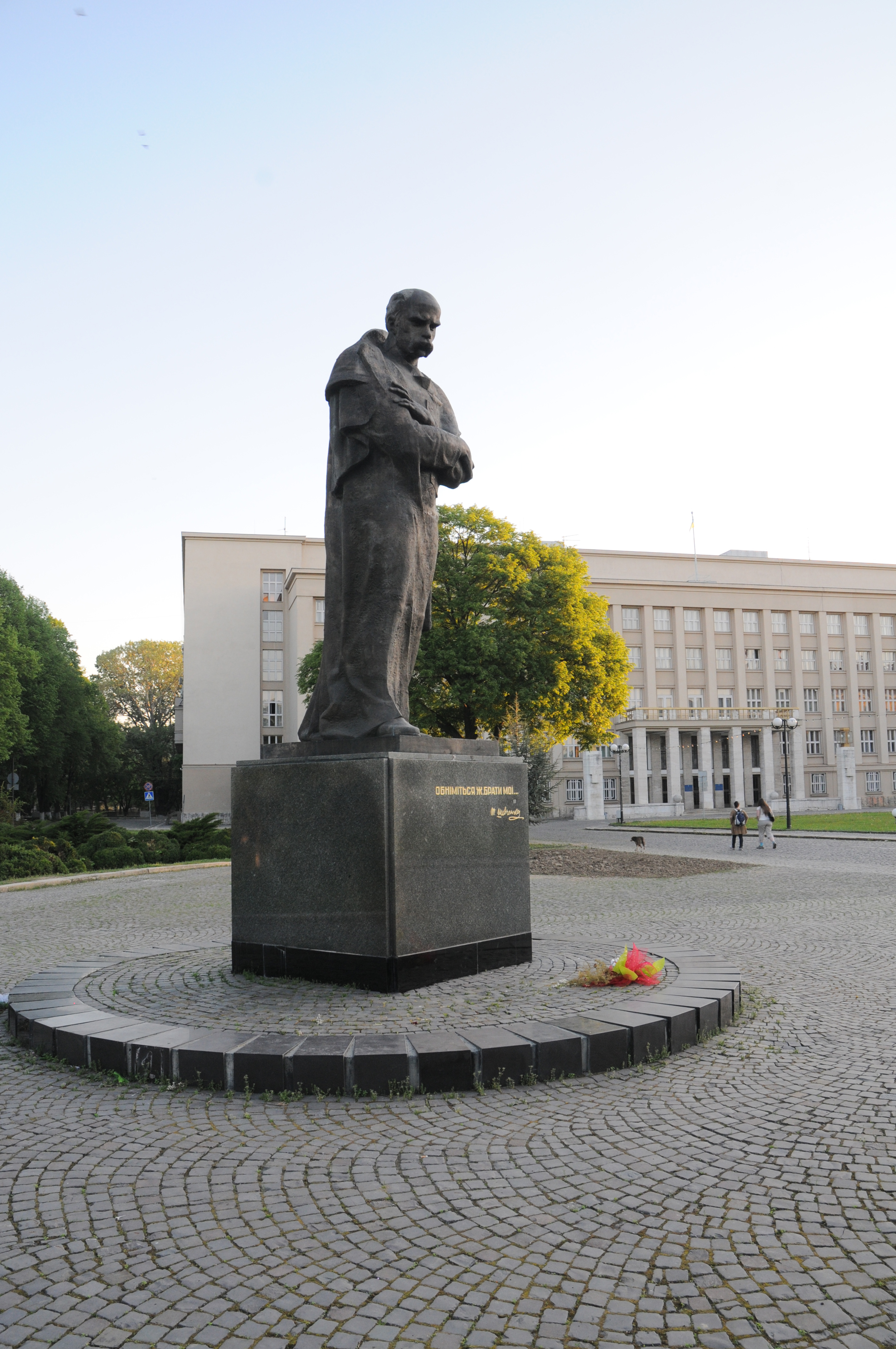
Bestuurscentrum van de Oblast Transkarpatië
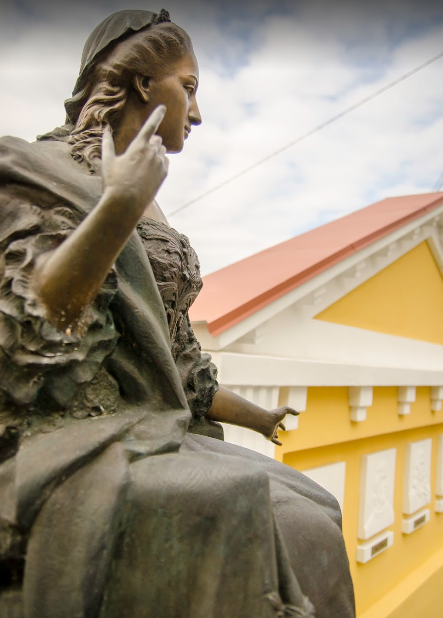
Het Maria Theresiaplein, tegenover de Grieks-katholieke Kathedraal van de Kruisverheffing en het naastgelegen Bisschoppelijk paleis in de burchtwijk
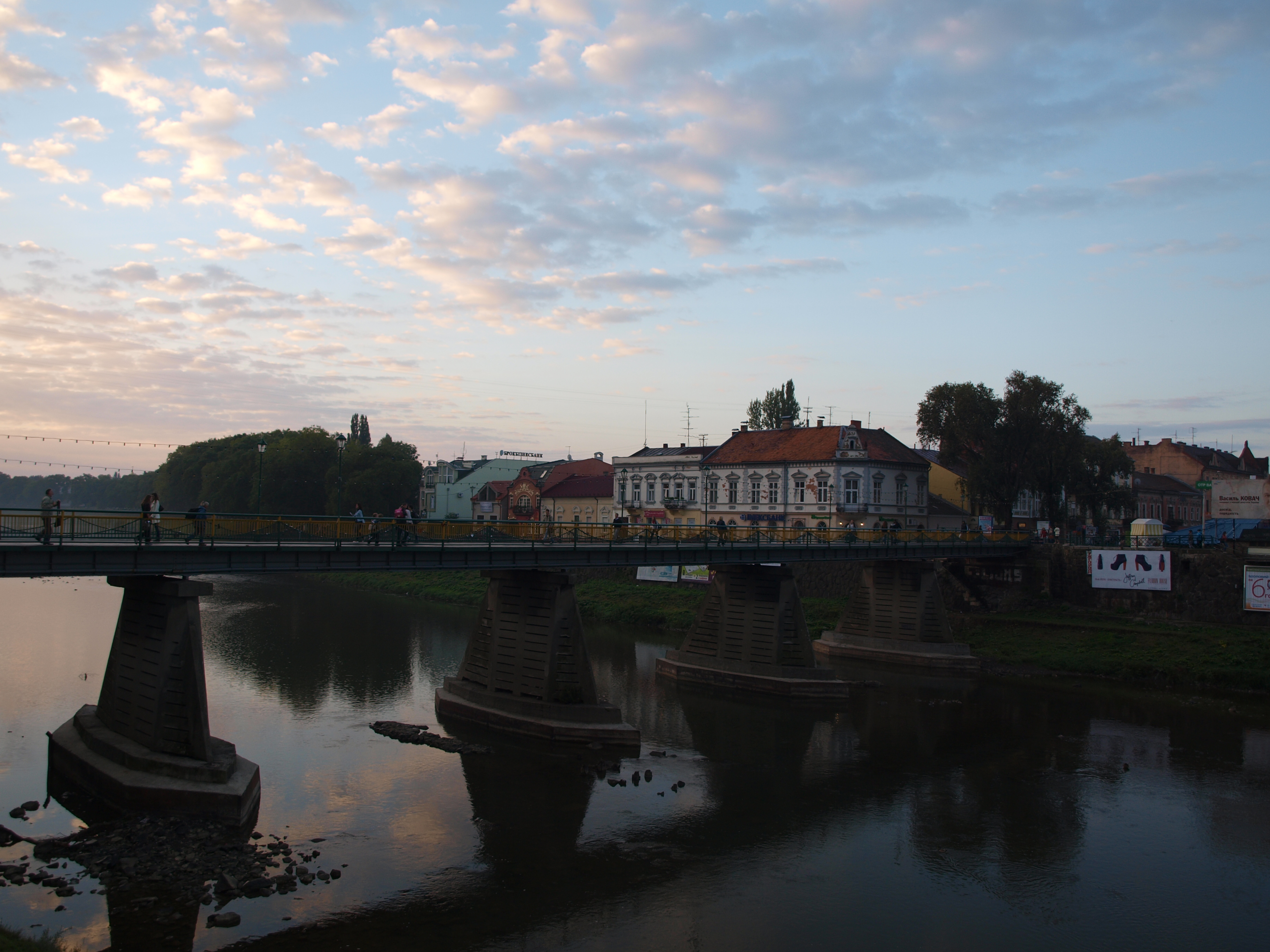
De voetgangersbrug over rivier de Oezj, waaraan de stad haar naam dankt die beide kanten van het centrum verbind

## Infrastructuur en verbindingen
Oezjhorod ligt direct tegen de Slowaakse grens, de weg E50 verbindt de stad richting het westen via het Slowaakse Michalovce naar de tweede stad van Slowakije: Košice. Richting het zuiden ligt de Hongaarse grens op circa 27 kilometer, de E573 sluit aan op de grensovergang bij Záhony.
Oezjhorod heeft een eigen luchthaven; de Internationale luchthaven van Oezjhorod. Tussen 2015 en 2019 was de luchthaven volledig gesloten.

## Geografie

### Klimaat
| Maand                          | jan   | feb   | mrt   | apr  | mei  | jun  | jul  | aug  | sep  | okt  | nov   | dec   | Jaar  |
| ------------------------------ | ----- | ----- | ----- | ---- | ---- | ---- | ---- | ---- | ---- | ---- | ----- | ----- | ----- |
| Hoogste maximum (°C)           | 12,4  | 17,2  | 23,6  | 29,4 | 33,4 | 35,0 | 37,9 | 37,9 | 35,9 | 26,1 | 21,6  | 15,6  | 37,9  |
| Gemiddeld maximum (°C)         | 1,2   | 3,7   | 10,1  | 16,6 | 21,9 | 24,7 | 26,9 | 26,6 | 21,6 | 15,3 | 8,3   | 2,7   | 15,0  |
| Gemiddelde temperatuur (°C)    | −1,9  | 0     | 5,3   | 11,0 | 16,1 | 18,9 | 20,9 | 20,4 | 16,0 | 10,5 | 4,7   | −0,1  | 10,2  |
| Gemiddeld minimum (°C)         | −5,0  | −3,6  | 0,5   | 5,4  | 10,2 | 13,1 | 14,9 | 14,3 | 10,4 | 5,7  | 1,1   | −2,9  | 5,3   |
| Laagste minimum (°C)           | −23,9 | −24,7 | −17,2 | −6,9 | −1,6 | 3,2  | 6,0  | 5,2  | 0,5  | −7,0 | −14,4 | −21,8 | −24,7 |
|                                |       |       |       |      |      |      |      |      |      |      |       |       |       |
| Neerslag (mm)                  | 51,6  | 48,4  | 44,4  | 49,9 | 71,3 | 76,1 | 84,0 | 72,3 | 72,7 | 59,0 | 57,6  | 68,2  | 755,5 |
| Bron: Клімат та погода Ужгород |       |       |       |      |      |      |      |      |      |      |       |       |       |

## Geboren in Oezjhorod
- Dezső Pattantyús-Ábrahám (1875-1973), politicus
- Lili Ország (1926-1978), Hongaars schilderes
- Jozjef Sabo (1940), voetballer van Hongaarse afkomst
- Vitalina Koval (1990), mensenrechtenverdediger

## Galerij

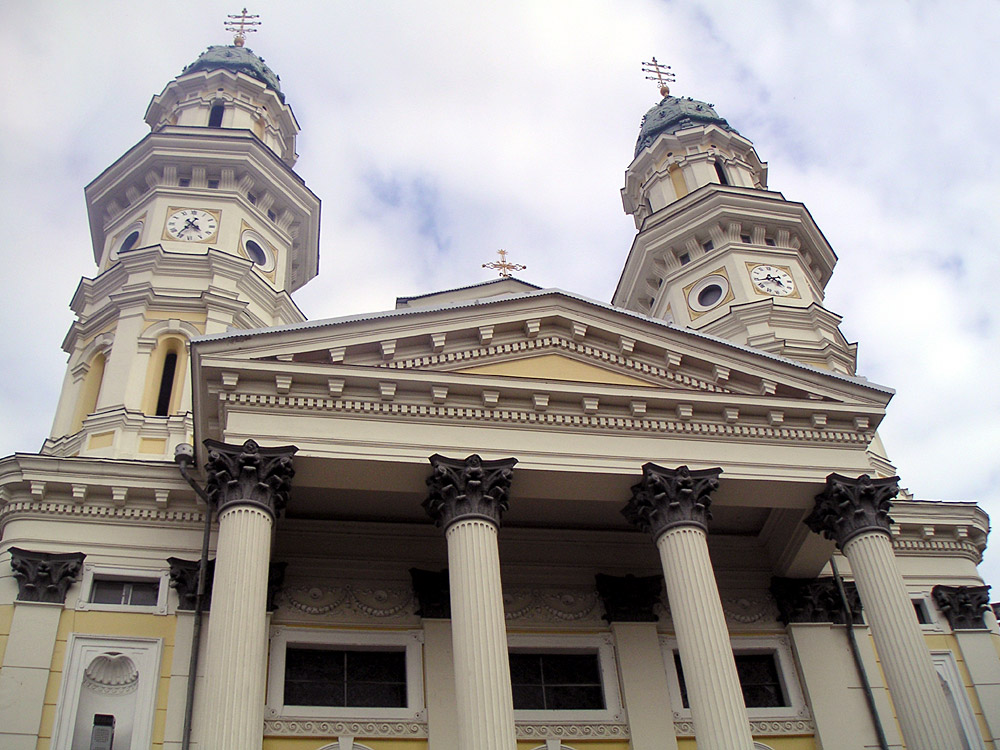
Grieks-katholieke kathedraal.
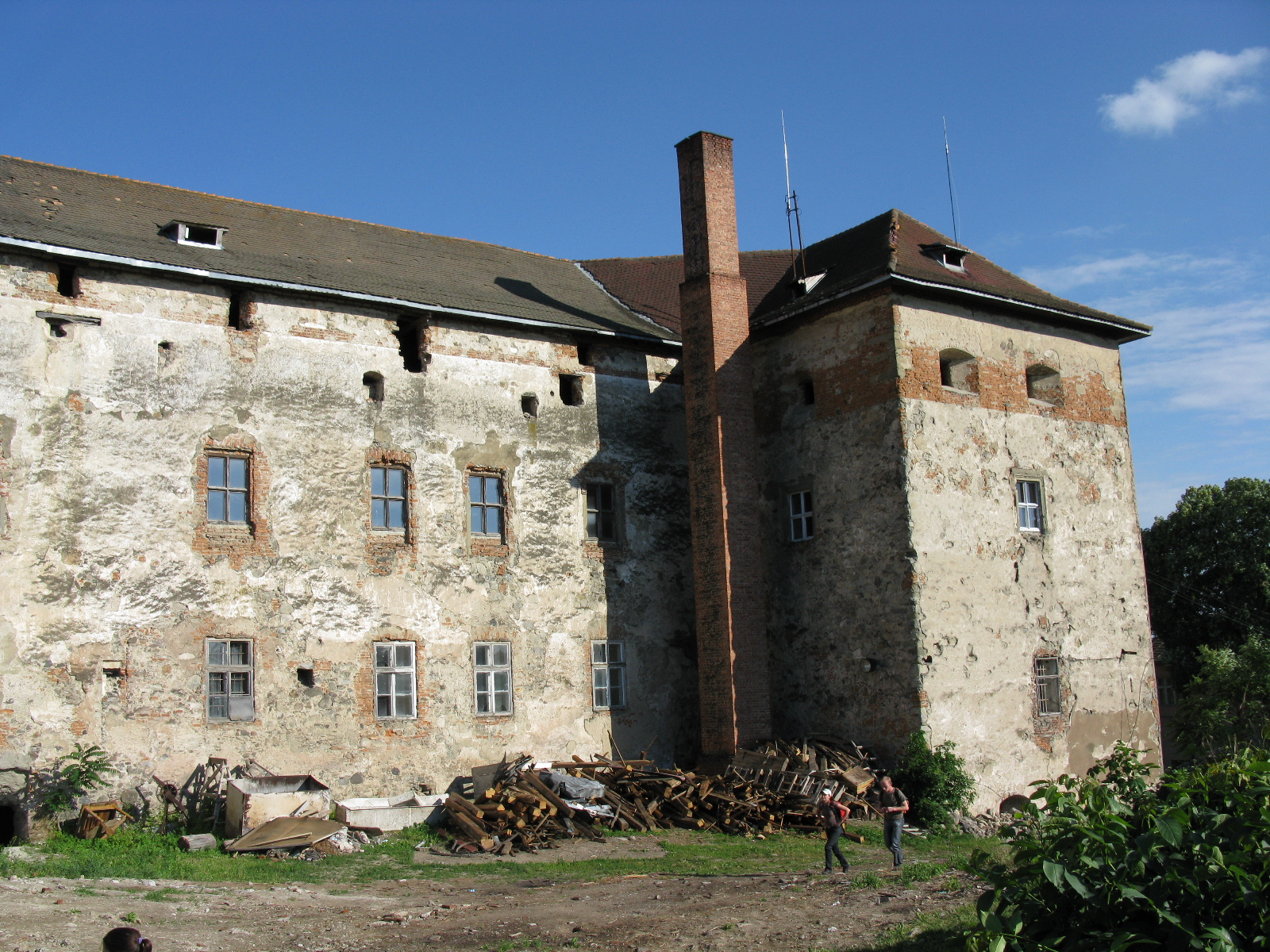
Kasteel van Oezjhorod.
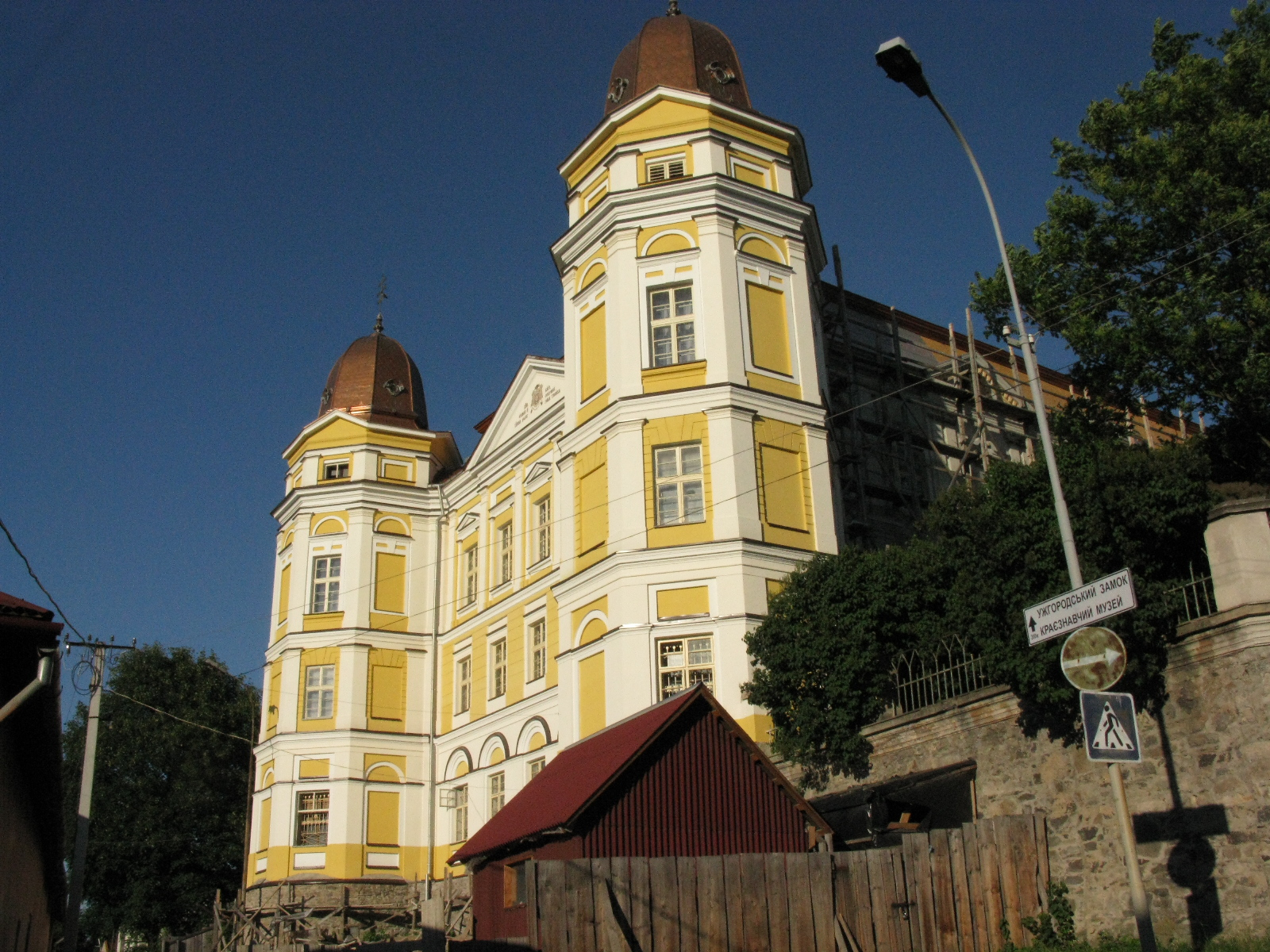
Kathedraal van Oezjhorod.
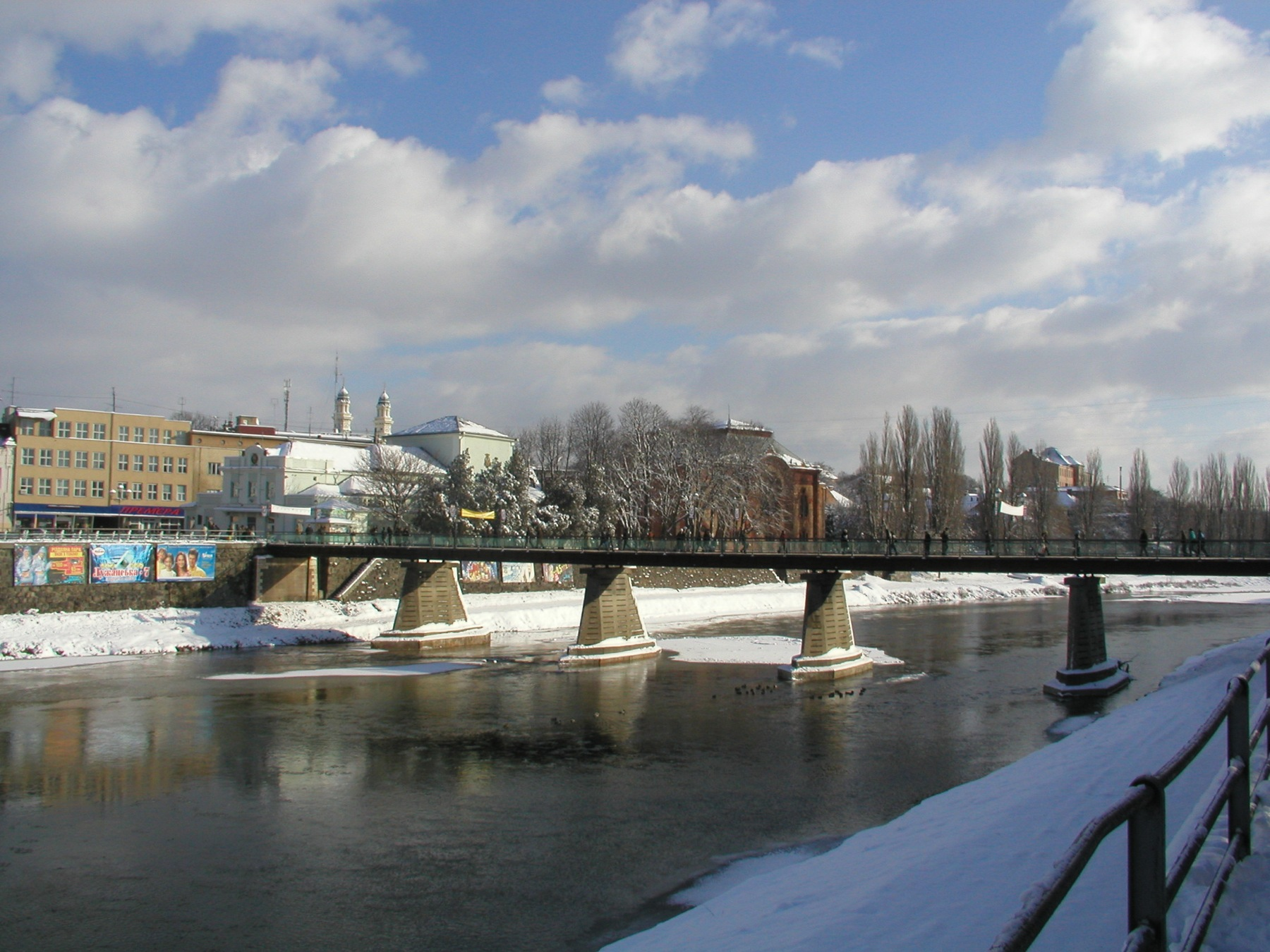
De rivier Oezj in de winter.
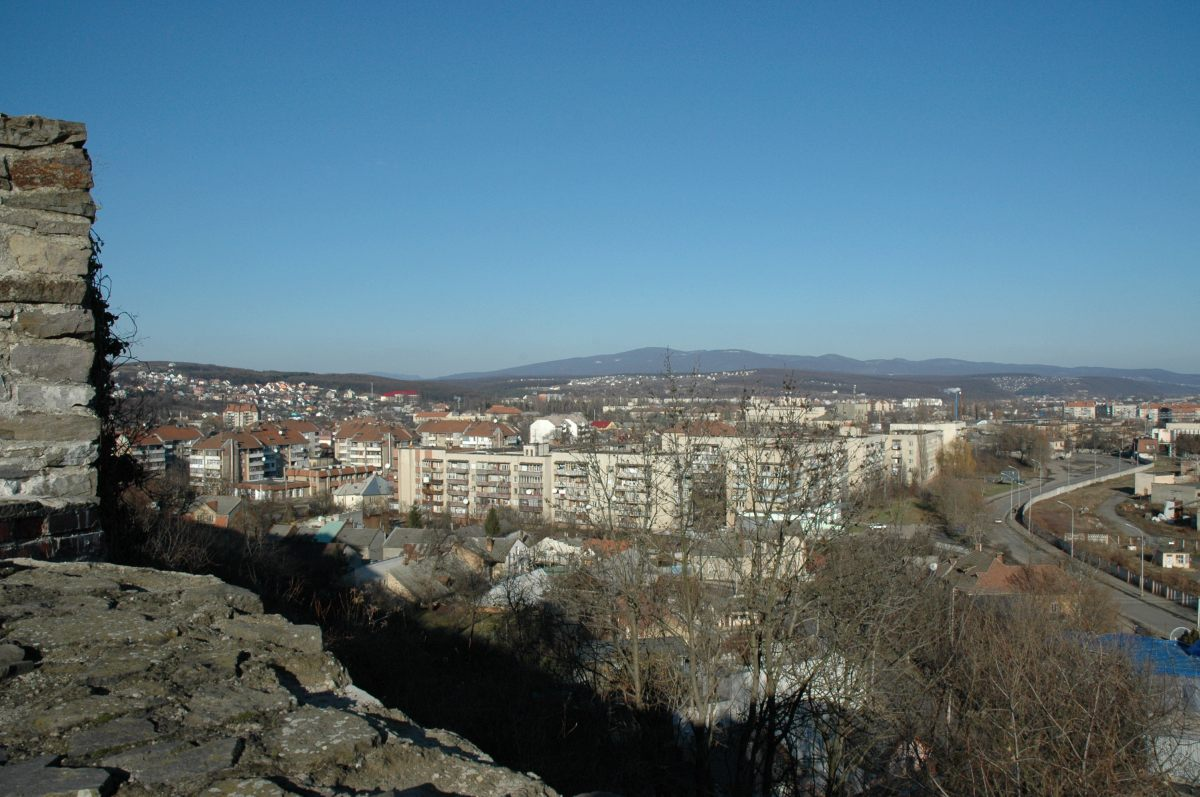
Blik op Oezjhorod vanuit het kasteel.
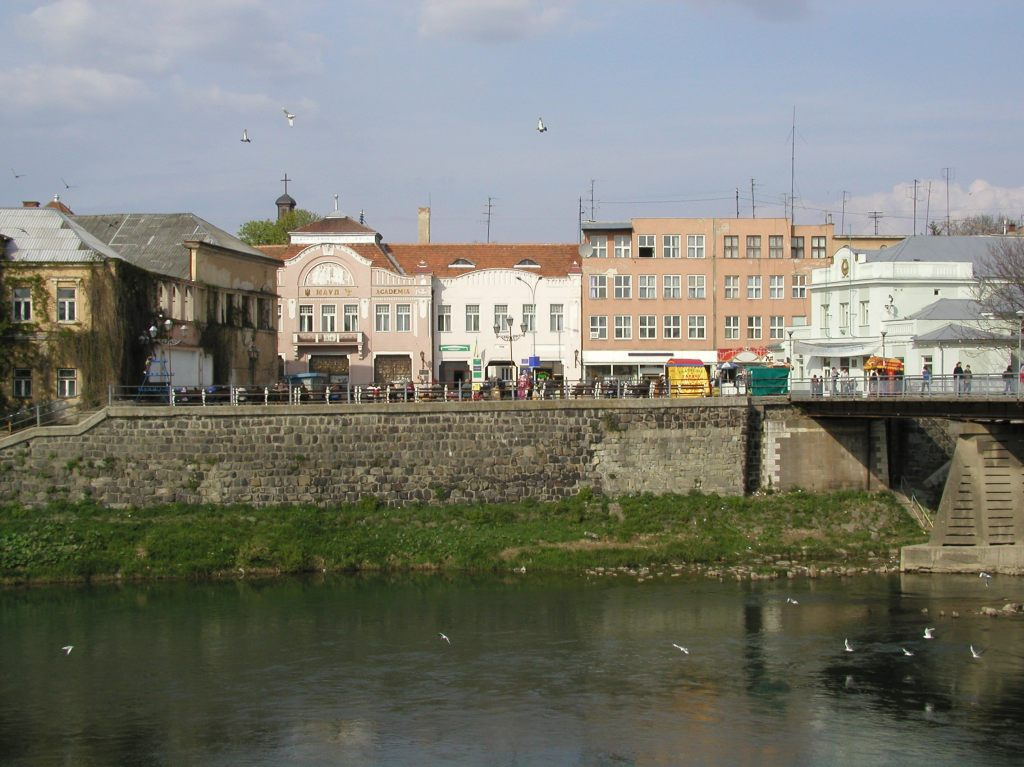
Zicht op Oezjhorod aan de Oezj.
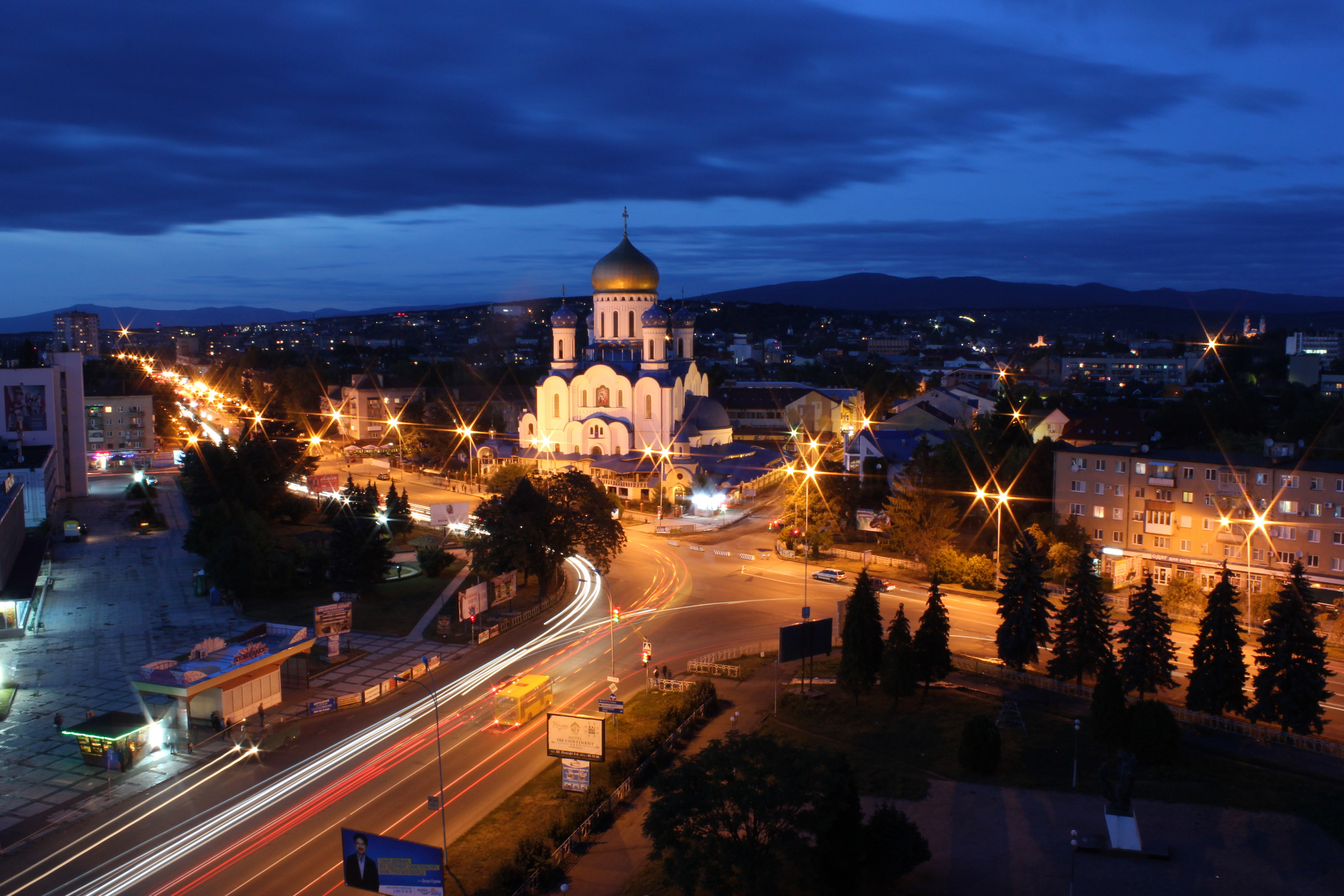
Christus Verlosserkathedraal